# Dafne
Dafne naj bi bila vodna nimfa, ki jo je lovil bog Apolon. Njen oče Peneus jo je spremenil v lovorikovec.